# Gonocaryum poilanei
Gonocaryum poilanei là một loài thực vật có hoa trong họ Cardiopteridaceae. Loài này được Gagnep. ex Villiers mô tả khoa học đầu tiên năm 1997.